# Paulina de Labra
Paulina de Labra (n. Ciudad de México, 19 de septiembre de 1968) es una primera actriz de teatro, cine y televisión mexicana.

## Biografía y carrera
Actriz y Licenciada en Comunicación egresada de la Universidad Iberoamericana. Inicia sus estudios de actuación en la primaria, continúa su formación como actriz en el Centro de Arte Dramático A.C. CADAC, Centro Internacional de Estudios Cinematográficos CINEC, Centro Cultural Virginia Fábregas y en la compañía de repertorio Ensamble Teatral Mexicano, en donde se especializa también en el área de Dirección Escénica. Ha participado en diversos cursos de perfeccionamiento actoral y de actuación en cine y televisión, bajo la tutela de reconocidos maestros como lo son José Luis Navarro, Carmen Montejo, Hugo Argüelles, Patricia Reyes Spíndola, Jorge Fons, Arturo Ripstein, Raúl Zermeño y Juan José Gurrola.
En su trayectoria laboral como intérprete, ha tenido la oportunidad de incursionar en todos los géneros dramáticos y medios de comunicación:
En Teatro ha participado en varias puestas en escena, entre las cuales destaca su interpretación en “Nuestra Natasha” de Casona, bajo la dirección de Carmen Montejo, “El tren nuestro de cada día” de Reynold Pérez, “La guerra de las Gordas” de Salvador Novo, “Antígona” de Sófocles, “Así que pasen cinco años” de Federico García Lorca, “Contrabando” de Víctor Hugo Rascón Banda, “Las Incasables” de Sagrario Cueto y el monólogo “Mi evangelio es mi nombre, Magdalena” adaptación del texto original de Guiomar Cantú, en todas ellas interpretando personajes protagónicos.
En Radio ha colaborado como actriz, guionista y locutora para Radio Ibero y Radio UNAM, en esta última participa en la serie Radio Teatros en donde vive la experiencia de interpretar personajes en programas que se transmiten en vivo.
En Cine, ha participado en siete películas: “El otro nombre de la Rosa” de José Luis Rueda, “El alimento del miedo” de Juan López Moctezuma, “Otra vez tango” bajo la dirección de Sergio Oljovich, “La pirámide de Maslow” de Tony Macías y Julio Fons “HIM, más allá de la luz” del productor René Mey (coproducción México-Francia), “Los héroes de la seguridad” para PEMEX y “Más allá del éxtasis” bajo la dirección de Héctor Macín.
En su carrera Televisiva ha interpretado diversos personajes, entre los que podemos mencionar “El diario de Daniela”, “El derecho de nacer”, “La casa en la playa”, “Infierno en el paraíso”, “Amor real”, “Soy tu dueña”, "Amores verdaderos", "A que  no me dejas", e “Historias de Leyenda” en donde da vida al personaje de la Mulata de Córdoba.
Con base en su experiencia como comunicadora, ha incursionado también en la conducción de programas de Televisión, eventos especiales y conciertos en vivo para CONACULTA, la Secretaría de Cultura del Distrito Federal, PCTV y Televisa, en escenarios como lo son el Teatro de la Ciudad de México, El Zócalo capitalino y el auditorio Guelaguetza en la ciudad de Oaxaca al lado de artistas de la talla de Lila Downs, Eugenia León y Juan José Calatayud.
A partir del año 2002, con el patrocinio de la embajada de Austria en México y durante cuatro años consecutivos, produce, dirige y actúa una serie de presentaciones de lecturas dramatizadas con música en vivo, en donde en muchas ocasiones comparte escenario con los autores austriacos entre los que citamos a Sabine Scholl, Erick Hackl, Christoph Janacs y Manfred Chobot, posteriormente es invitada también por la embajada de Francia y por la Biblioteca de México a reproducir éstas experiencias.
En mayo de 2007 recibe la invitación para hacer una audición en el Actors Studio de la ciudad de Nueva York, en donde por su interpretación del monólogo “Jacinta” de Víctor Hugo Rascón Banda, recibe el reconocimiento de ser elegida para optar por el título de Maestría en Actuación de esta institución, en ese mismo año y en 2008, recibe también la beca de excelencia académica por parte de la SEP.
Como Lic. En Comunicación se ha desarrollado profesionalmente como productora independiente, guionista, directora de escena y coordinadora de producción para Televisa y para diversas instituciones públicas y privadas. Ha sido fundadora de la compañía Ensamble Mexicano de Espectáculos (2000) y de la Asociación Arte para la Educación y el Desarrollo (2008), en donde produce obras de teatro, conciertos y talleres artísticos, entre los que podemos mencionar: “De regreso en el sur, Fernando Delgadillo” en la sala Ollin Yoliztli, “De Sur a Sur, Celso Duarte” en el Teatro de la Ciudad, “The Dream Project” en el CNA, “Ritmo, melodía y armonía: el sonido de las letras” espectáculo–taller por el cual fue invitada a participar en el Festival Internacional “La Nao” en el 2008. Desde el año 2010, es productora de los espectáculos “Citadino”, “Pianismo salsa” y “Máscara Vs. Cabellera” de Héctor Infanzón que se han presentado en el Lunario del Auditorio Nacional, Teatro de la Ciudad y en diversos escenarios alrededor del país.
De enero de 2011 a diciembre de 2013, es una de las conductoras titulares del programa “Mujeres en TVC (enlace roto disponible en Internet Archive; véase el historial, la primera versión y la última).” de la empresa de televisión por cable PCTV. En 2013 participa en la telenovela “Amores Verdaderos” interpretando a Opalina Nava Arriaga, uno de los personajes estelares de la historia.
En la actualidad continúa con el desarrollo de su carrera como productora, conductora y actriz en diversos proyectos para televisión, teatro y espectáculos.

## Teatro
- Te tenemos noticias Antonieta (2018-2019) - Monólogo "Antonieta Rivas Mercado"
- Tierra Caliente (2018) - Monólogo
- Abandonadas de los Dioses (2016-2019) - "Tecuichpo"
- La Mulata de Córdoba (2014) - "La Mulata"
- Ritmo, Melodía y Armonía: El sonido de las letras (2004-2015) - "Paulita"
- El regalo más grande (2014) - "Paulina"
- Las Flores del Mal (2014)
- Mi evangelio es mi nombre, Magdalena (2013) - Monólogo "Magdalena"
- Las Incasables (2009-2012) - "Fernanda"
- Josefa, La Corregidora (2010) - "Josefa"
- El Diablo nos quiere quemar (2008) - "Belcebú"
- El tren nuestro de cada día (2007) - "Elisa"
- El Trashumante (2006) - "Sor Engracia"
- La guerra de las gordas (2007) - "Chalciuhnenetzin"
- Antígona (2005) - Antígona
- Contrabando (2003) - Jacinta
- Sueño de libertad (2002) - "Negra y Josefa"
- Kronos (2000) - Varios personajes
- Y el corazón de Cópil sigue sangrando (1995-2000) - "Coyolxauqui, Malinaxóchitl"
- Dios de Wooody Allen (1991) - "Mujer acuchillada"
- Así que pasen cinco años (1990) - "Mecanógrafa y Criada"
- Fuente Ovejuna (1986) - "Laurencia"
- La Fierecilla domada (1985) - "Catalina"
- Nuestra Natasha (1985) - "Marga"
- Cosas de Muchachos (1984) - "Ella"
- El 9 (1984) - "El 7"
- Los arrieros con sus burros por la hermosa capital (1983) - Varios personajes.

## Conducción Televisión
- Mujeres en TVC (2011-2013)

## Telenovelas
- Nadie como tú (2023-2024) - Benedicta
- Contigo sí (2021-2022) - Pasiflora
- Vencer el miedo (2020) - La Chata[1]
- Ringo (2019) - Madre de Javier Menchaca
- Mi marido tiene familia (2017-2019) - "Yela Grillo"
- Sin tu mirada (2017-2018) - "Hortensia"
- Enamorándome de Ramón (2017) - "Prisionera"
- Mi adorable maldición (2017) - "Socorro Buendía"
- A que no me dejas (2016) - "Prisionera compañera de Nuria"
- Antes muerta que Lichita (2015) - "Clementina Punzón"
- Yo no creo en los hombres (2015) - "Fabiola"
- Amores verdaderos (2012-2013) - "Opalina"
- Un refugio para el amor (2012) - "Mamá Ariche"
- Amorcito corazón (2011) - "Señorita Rebolledo"
- Triunfo del amor (2010-2011) - "Lorena Mogollon"
- Soy tu dueña (2010) - "Tirsa"
- Para volver a amar (2010) - "Enfermera Bárbara"
- Mar de amor (2010) - Bertha
- Sucedió en Zacatillo (2010) - "Laura"
- En nombre del amor (2008) - "Lupita"
- Mañana es para siempre (2008) - "Locutora"
- Juro que te amo (2008) - "Hilaria"
- Tormenta en el paraíso (2007) - "Lucha"
- Yo amo a Juan Querendón (2007) - "Locutora"
- La fea más bella (2006) - "Mónica Robledo"
- La verdad oculta (2006) - "Ofelia Cantú"
- Misión SOS (2004) - "Máquina"
- Mujer de madera (2004) - "Ana Luisa"
- Alegrijes y rebujos (2003) - "Maestra Sofía"
- Amor real (2003) - Ignacia
- El manantial (2001) - "Hermana Teresa"
- El derecho de nacer (2001) - Rosa
- La casa en la playa (2000) - Luz
- Infierno en el paraíso (1999) - Telly
- El diario de Daniela (1999) - Flor
- Rencor apasionado (1998) - "Estilista"
- Vivo por Elena (1998) - "Enfermera"
- Retrato de familia (1995) - Selene

## Cine
- Campeones (2014) - "Mamá Marcelo"
- Jinetes en el tiempo (2014) - "Voz Amelia Robles"
- Him: Más allá de la luz (2010) - "Paulina"
- Más allá del éxtasis (2006) - "La Piraña"
- Héroes de la seguridad (2009) - Rosario
- El alimento del miedo (1994)- La Mancha
- El otro nombre de la Rosa (1991) - "Marcela"
- La pirámide de Maslow (1990) - "Aira"

## Programas Unitarios
- Como dice el dicho - Varios personajes
- Como dice el dicho Teletón 2014
- La Rosa de Guadalupe - Varios personajes

- Mujer, casos de la vida real - Varios personajes
- Mariano en tu vida (2009) - "Silvia"
- Wax (2006) - Invitada
- Incógnito (2005) - Invitada
- Día de perros (2004) - Invitada
- Eugenio y figura (2002) - Invitada
- ¿Qué nos pasa? (1998)
- Al fin de semana (1998)
- TV-BB - Varios personajes

## Miniseries
- Historias de leyenda, Canal 11 (2001)- "La Mulata de Córdoba"
- Central de Abastos (2008) - "Irma"
- Mujeres asesinas (2009) - Enfermera
- Mujer casos de la vida real - Varios personajes